# 及川古志郎
及川古志郎（日语：／ Oikawa Koshirō，1883年2月16日—1958年5月9日），日本海軍大將，畢業於海軍兵學校、海軍大學。歷任海軍兵學校校長、吳鎮守府參謀長、第三艦隊司令長官、海軍航空本部長、中國方面艦隊司令長官、橫須賀鎮守府司令長官。

## 生平
1939年晉陞海軍大將。翌年9月出任第二屆近衛內閣的海軍大臣，改變海軍一貫態度，同意締結《德意日三國同盟條約》。後歷任軍事參者官、海軍大學校長、海上護衛總司令官和軍令部總長。計劃、指揮雷伊泰灣海戰，但未能挽回敗局。1945年5月引咎辭職，轉任軍事參議官。
第二次世界大戰結束後，1945年9月5日被降入預備役，之後被盟軍總部處以「公職追放」。直到1952年，「公職追放」才被解除。
在「公職追放」解除前，他就與前日本陸軍的岡村寧次，一起擔任撤退至台灣的中華民國國軍顧問團，也就是所謂「白團」的成員，作為當時中華民國在台灣的最高政治、軍事領導入─蔣介石顧問之一，協助訓練當時撤至台灣的軍隊。1958年5月9日逝世，享年75歲。

## 註解
1. ↑  . 亞洲歷史資料中心 （日语）.
2. ↑  総理庁官房監査課 (编), , 日比谷政経会: 61, 1949, NDLJP: 1276156
3. ↑  『朝日新聞』1952年4月22日夕刊一面

## 外部連結
- Nishida, Hiroshi. . Imperial Japanese Navy.   [2006-08-14].[永久]
- : Pacific War Online Encyclopedia.   [2009-05-08]. （原始内容存档于2007-09-28）.